# شلاق‌زنی

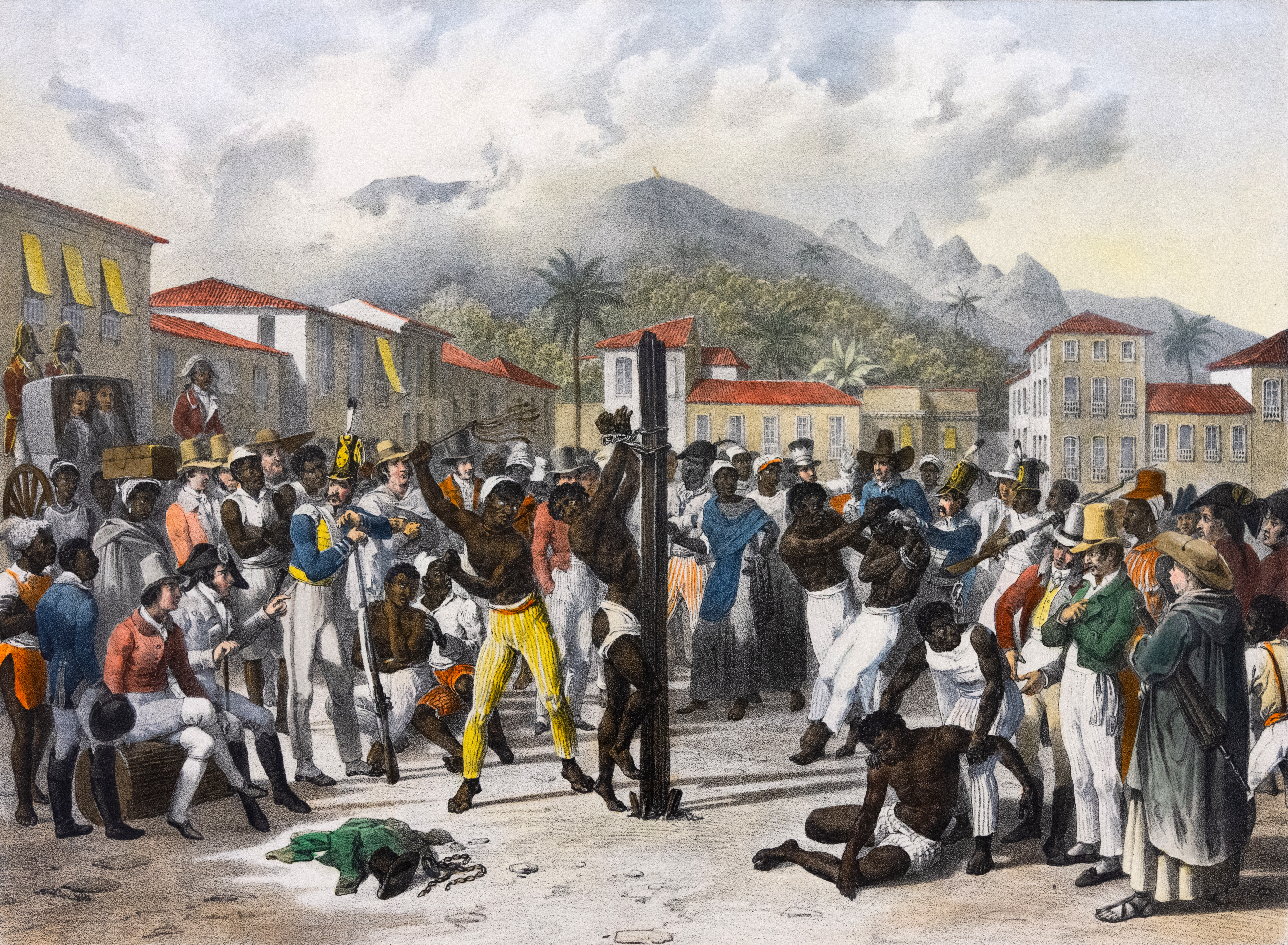
تازیانه‌خوردن برده‌ها، نام اثری لیتوگرافی است که مابین سال‌های ۱۸۲۷ تا ۱۸۳۵ میلادی، توسط یوهان موریتز روگنداس (en)، نقاش آلمانی خلق شد. اثر، چند بردهٔ سیاه‌پوست را در حال تازیانه‌خوردن نشان می‌دهد. از آن‌جایی که مالکان سفیدپوست در شان خود نمی‌دیدند که برده‌های خاطی را خودشان تنبیه کنند، وظیفه کتک‌زدن و شلاق‌زنی برعهدهٔ دیگر بردگان سپرده می‌شد تا با قساوتی مثال‌زدنی انجام وظیفه کنند. این اثر در مرکز فرهنگ ایتاو در سائو پائولو نگه‌داری می‌شود.

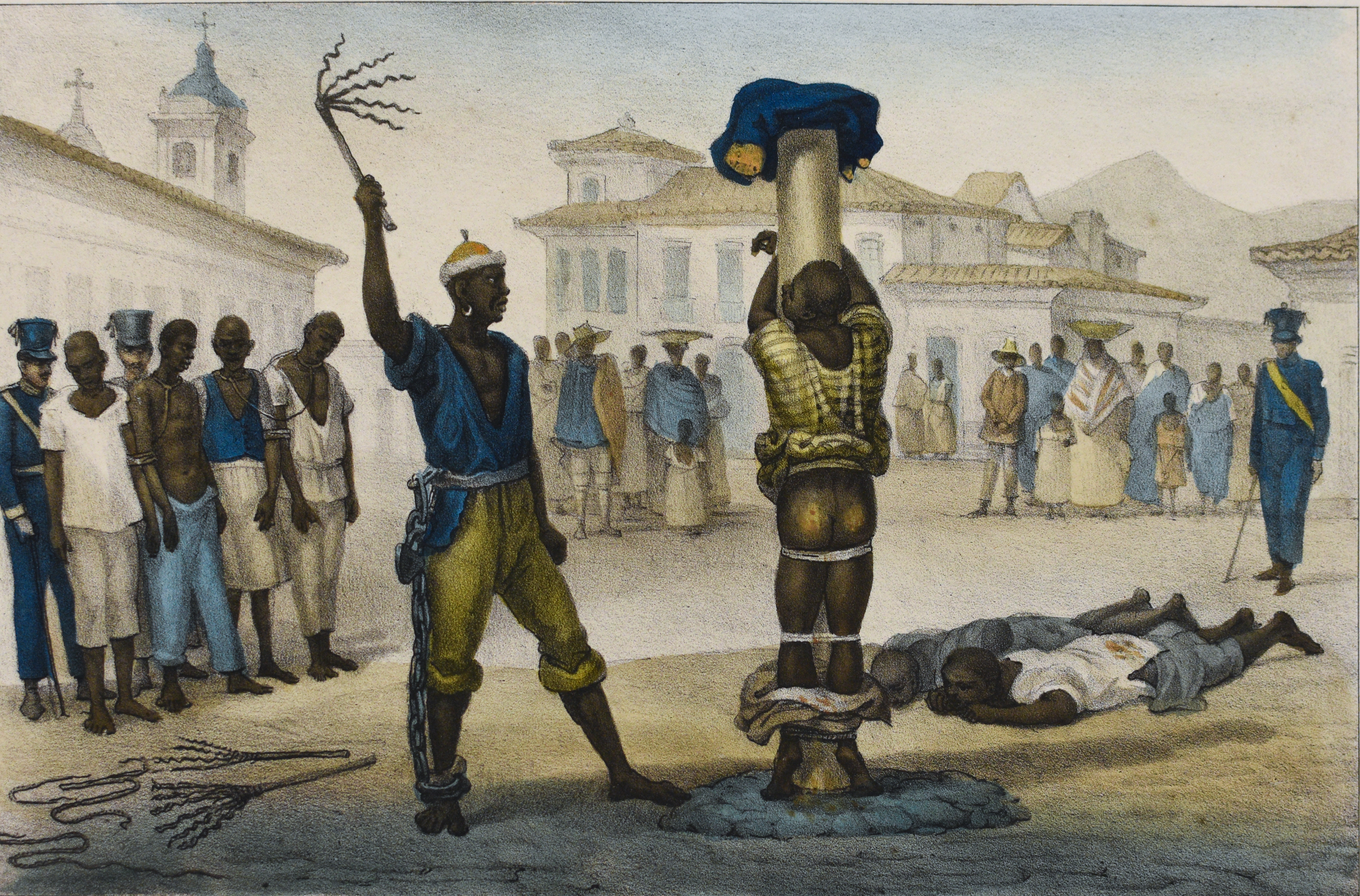
اجرای مجازات شلاق بردگان برزیلی اثر ژان-باتیست دبره.

شلاق‌زنی یا زدن تازیانه به عمل اصابت دادن یک تازیانه یا شلاق به بدن انسان یا یک جانور به منظور وارد آوردن درد و شکنجه دادن گفته می‌شود. شلاق‌زنی نوعی تنبیه است که به‌طور معمول به خواست حاکمان اجرا می‌شود. در ادیان و خصوصاً دین اسلام نیز مواردی وجود دارد که شلاق زدن به عنوان جزای فرد خاطی و گناهکار اجرا می‌شود که به آن حد زدن گویند. به‌طور معمول، شلاق زدن پس از تکرر جرم انجام می‌شود و مجازاتی بازدارنده است.

## استفاده به عنوان مجازات در دوران معاصر
شلاق‌زنی به عنوان مجازات در اکثر کشورهای غربی ملغی شده است اما در بعضی از مناطق جهان، خصوصاً کشورهایی با قانون اسلامی و همچنین مناطقی که سابقاً تحت تسلط امپراتوری بریتانیا بوده‌اند مورد استفاده قرار می‌گیرد. ضربه زدن با ترکه تحت نظارت پزشکی به عنوان مجازات برای برخی انواع جرائم در کشورهایی چون سنگاپور، مالزی، اندونزی، تانزانیا، زیمبابوه و… استفاده می‌شود.
در شریعت اسلامی شلاق‌زنی یک نوع مجازات (حد) برای تخلف از قوانین دینی محسوب می‌شود و در مواردی چون مجازات زنا، شرب خمر، افترا کاربرد دارد. همچنین به‌طور گسترده از شلاق‌زنی به عنوان مجازات تحت اختیار قاضی (تعزیر) استفاده می‌شود. این مجازات معمولاً در ملأ عام صورت می‌گیرد، با این حال برخی از علمای اسلامی این را برخلاف آموزه‌های اسلامی می‌دانند.